# Atentado de la plaza de Ramales
El atentado de la plaza de Ramales fue una acción terrorista cometida por ETA en Madrid el 29 de julio de 1994. La explosión de un coche bomba dirigido contra el coche oficial del director general de Política de Defensa, teniente general Francisco Veguillas, causó la muerte del militar, un conductor civil y un transeúnte, además de heridas a 20 personas.

## Atentado
Francisco Veguillas, director general de Política de Defensa, salió de su domicilio en la calle de Fuentes sobre las 8:20 de la mañana para desayunar en un bar cercano. Al terminar se subió a un Peugeot 405 blindado seguido de un coche escolta. A las 8:45, cuando el vehículo doblaba la esquina de la calle de Santiago, un terrorista accionó por control remoto un coche bomba cargado con 49 kilos de amosal y dos de amerital, metidos en dos ollas de cocina y con dos bidones de gasolina.
La fuerte explosión causó la muerte en el acto del teniente general, su chófer y de un transeúnte y provocó cuantiosos daños materiales en los coches y edificios de la zona. 

## Víctimas
- Teniente general Francisco Veguillas, considerado "mano derecha" del entonces ministro de defensa Julián García Vargas.
- Joaquín Martín, conductor del Parque Móvil.
- César García, tramoyista de la compañía privada de danza Los Ballets de Madrid y que se encontraba en esos momentos trabajando en la zona.[3]

## Autoría
El atentado se atribuyó al comando Madrid de ETA en esa época formado por Idoia Martínez, Mikel Azurmendi Peñagaricano, Jon Bienzobas, Juan Arri Pascual, Mercedes Chivite y Petra Elser.
Mikel Azurmendi Peñagaricano, alias Hankas, fue detenido en marzo de 1998 en Sevilla. En febrero de 2001 la Audiencia Nacional lo condenó a 208 años de prisión mayor por el atentado. El etarra Juan Arri Pascual fue detenido el 23 de noviembre de 1995 en la localidad francesa de Loyat y condenado también a 208 años. En noviembre de 2003 es extraditada por Francia la etarra Idoia Martínez García, alias Francisca y Olga, presuntamente implicada en este atentado según fuentes del Ministerio del Interior.

## Reacciones
Los ministros de Defensa, Julián García Vargas, y de Justicia e Interior, Juan Alberto Belloch, acudieron inmediatamente al lugar del atentado, junto con otras autoridades. El juez Baltasar Garzón se hizo cargo de la investigación. Se produjeron escenas de nerviosismo y tensión en la zona ante la sospecha de que hubiera un segundo coche bomba en la zona.
El portavoz de Herri Batasuna, Floren Aoiz, hizo la siguiente valoración: “El atentado del mes de julio fue uno de los golpes más fuertes contra el Estado desde la muerte de Carrero Blanco”.